# Pristine
Pristine är en bluesgrupp från Nord-Norge. Gruppen bildades 2006 och vann nordnorska mästerskapet i blues 2010. Deras första album Detoxing släpptes 2011.

## USA
Pristine reste 2012 till Memphis, USA, för att vara med i The International Blues Challenge.Där fick de smeknamnet «The Arctic Blues Band» och kom, som första norska band, till semifinal i tävlingen i Memphis.

## Musikstil
Stilmässigt spelar Pristine ett slags bluesrock. Sångerskan Solheim har jämförts med Beth Hart, Dana Fuchs och Janiva Magness.
Bandet blev nominerade till Spellemannprisen 2016 i klassen blues för sitt tredje album, Reboot.

## Diskografi

### Album
- Detoxing (Blues News Records 2011)
- No Regret (daWorks 2013)
- Reboot (2016)
- Ninja (2017)
- Road Back to Ruin (2019)
- The Lines We Cross (2023)